# L'amour s'en va
«L'amour s'en va» ("El amor se va") es una canción exitosa elegida con mayor porcentaje del país de Mónaco, para el Festival de la canción de Eurovision 1963. Esta fue interpretada en francés por la cantante y actriz francesa Françoise Hardy.
Los monegascos eligieron por mayoría de votos a Françoise Hardy, ya que el país no contaba con muchos artistas propios, pero finalmente se vio que fue una gran popularidad, en especial de la cantante que provenía de Francia. La canción terminó en quinto puesto con 25 puntos, ya que en primer lugar salieron Grethe Ingmann & Jørgen Ingmann con 42 puntos representando a Dinamarca. 

## Datos y antecedentes
Françoise Hardy era una cantante menor de edad cuando fue reconocida por el público en toda Europa, más tarde se crea un género musical llamado Ye-ye, en donde con tan sólo 18 años de edad en 1962 empieza a ser popular y aparece en varios programas de televisión. "Tous les garçons et les filles" es una de las canciones más conocidas por la misma artista, ya que en 1962 tuvo su lanzamiento y no tardó en llevar su éxito, se vendió 700.000 copias aproximadamente sólo en Francia. Luego pasó a ser una de las artistas mundiales de habla francesa más exitosas y populares de la década de 1960, así también como un icono de la moda influyente. Fue también conocida como una de las mejores artistas de género Ye-ye a partir de mediados de los 60, ya que también estaban otras como France Gall, quien también es elegida para Eurovision.
"L'amour s'en va" es de estilo lento y expresado con apariencias tristes, popular en los primeros años del concurso. Hardy canta sobre una relación que se llevó a cabo, donde expresa que el amor es una cosa efímera, sin embargo, esto es lo que no importa a los amantes involucrados. Hardy también grabó la canción en versión alemana "Die Liebe geth" y más tarde también en italiano "L'amore va", respectivamente, viendo que también fue exitosa en países extranjeros.
La canción fue interpretada en decimoquinto lugar en el festival de la noche, después de Jacques Raymond que representaba a Bélgica, y precediendo a Nana Mouskouri que representaba a Luxemburgo. Al terminar la votación del Festival, la canción recibe 25 puntos, colocando en quinto lugar de 16 posiciones. "L'amour s'en va", sin embargo pasó a que Hardy pueda ganar el prestigioso premio francés "Grand Prix du Disque" en 1963 y unos cuarenta años después de su lanzamiento original de la canción, todavía cuenta como una de sus sinfonías. 
En 1964, Romuald representa a Mónaco en Eurovisión, y obtuvo el tercer lugar. Más tarde, en 1971, Mónaco llega a primer lugar con la cantante Séverine, con 128 puntos, cantando el tema Un banc, un arbre, une rue.

## Letra
| - Letra original - L'amour s'en va, et le tien ne saurait durer - Comme les autres, un beau jour tu vas me quitter - Si ce n'est toi, ce sera moi qui m'en irai - L'amour s'en va, et nous n'y pourrons rien changer - Car toi aussi, tu vas me dire mille toujours - Et moi aussi, je les redirai à mon tour - L'amour s'en va, je t'échappe quand tu me poursuis - Ou bien c'est moi qui refuse de croire tout fini - Et chaque fois, toujours on doit se l'avouer - L'amour s'en va, mais sans cesse, nous courons après. | - Traducción al español - El amor se va, y el tuyo no durará - Al igual que los demás, algún día me vas a dejar - Si no eres tú, seré yo quien se vaya - El amor se va, y no podremos hacer nada - Debido a que tú me dirás miles "siempre" - Y yo también te los diré - El amor se va, yo me escapo cuando me persigues - ¿O soy yo quien se niega a creer que todo ha acabado? - Y cada vez siempre hay que admitir - El amor se va, pero siempre, corremos tras él. |